# WOW (album The Kelly Family)
WOW – jedenasty album studyjny zespołu The Kelly Family. Wyprodukowany przez Hartmut'a Müller'a i Kathy Kelly, wydany w 1993 r. w większości krajów Europy.

## Lista utworów[1]
1. "When The Last Tree..." (śpiew: Paddy, Kathy) – 3:54
2. "No Lies" (śpiew: Patricia) – 2:56
3. "Too Many Ways" (śpiew: John, Kathy) – 3:35
4. "One More Freaking Dollar" (śpiew: Paddy) – 3:47
5. "Say Na Na" (śpiew: Maite) – 2:35
6. "Imagine" (śpiew: John) – 2:52
7. "Stay Beside Me" (śpiew: Joey Jimmy) – 2:45
8. "Looking For Love" (śpiew: Paddy, Kathy) – 3:18
9. "Explosions" (śpiew: Patricia, Angelo) – 2:52
10. "Kickboxer" (śpiew: Angelo, Barby) – 2:49
11. "Take Away" (śpiew: Paddy, Angelo) – 2:54
12. "Stronger Than Ever" (śpiew: Barby) – 2:45
13. "I Can't Stop The Love" (śpiew: Jimmy) – 2:54
14. "Oh, Johnny" (śpiew: Barby, Kathy, Paddy) – 4:42

### Utwory bonusowe
W edycji "wzmocnionej" dodano plik multimedialny do piosenki "Imagine".

## Single
1. "No Lies" - 1993
2. "One More Freaking Dollar" - 1993
3. "When The Last Tree..." - 1993